# 362

## Nașteri
- dată necunoscută: Mesrob Maștoț  (d. 440)

## Decese
- dată necunoscută: Sfântul Gordian  (n. 320)
- 18 iulie: Emilian de la Durostorum  (n. ?)